# Patryk Sokołowski
Patryk Sokołowski (ur. 25 września 1994 w Warszawie) – polski piłkarz, występujący na pozycji pomocnika w Śląsku Wrocław. 

## Kariera klubowa
Po odejściu w 2013 z Legii II Warszawa, Sokołowski występował w Olimpii Elbląg, Zniczu Pruszków, Wigrach Suwałki oraz Piaście Gliwice, z którym w 2019 został mistrzem Polski. W 2022 powrócił do swojego macierzystego klubu, czyli Legii Warszawa, z którym wywalczył w 2023 Puchar Polski, zwyciężając w finale na Stadionie Narodowym RKS Raków Częstochowa. 9 stycznia 2024 odszedł z Legii do Cracovii. 7 lipca 2025 został zawodnikiem Śląska Wrocław.

## Sukcesy

### Klubowe

#### Piast Gliwice
- Mistrzostwo Polski: 2019/2020[6]

#### Legia Warszawa
- Puchar Polskiː 2022/2023[6]